# Schloss Mönchhof

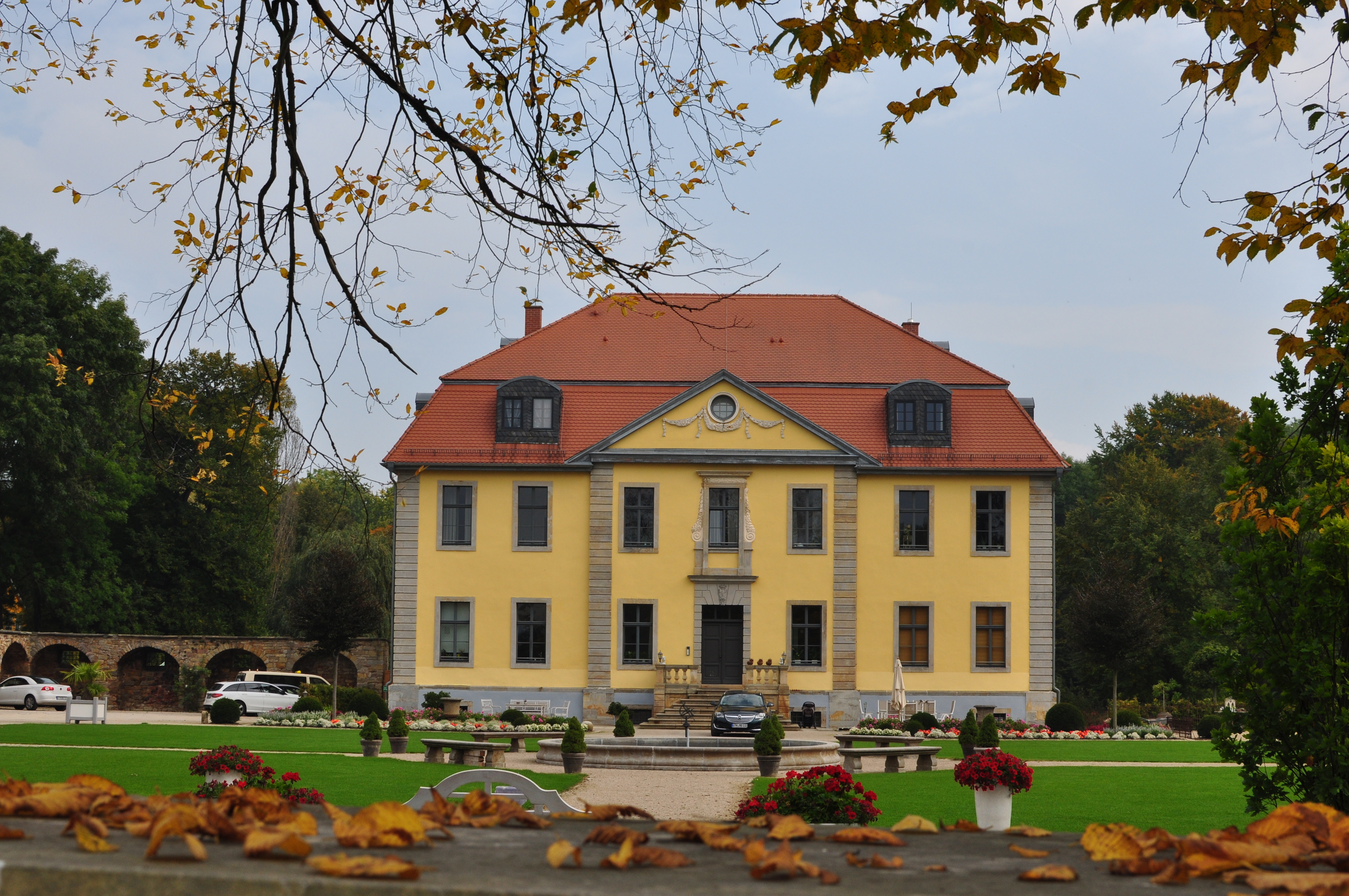
Schloss Mönchhof, Hofseite (2017)

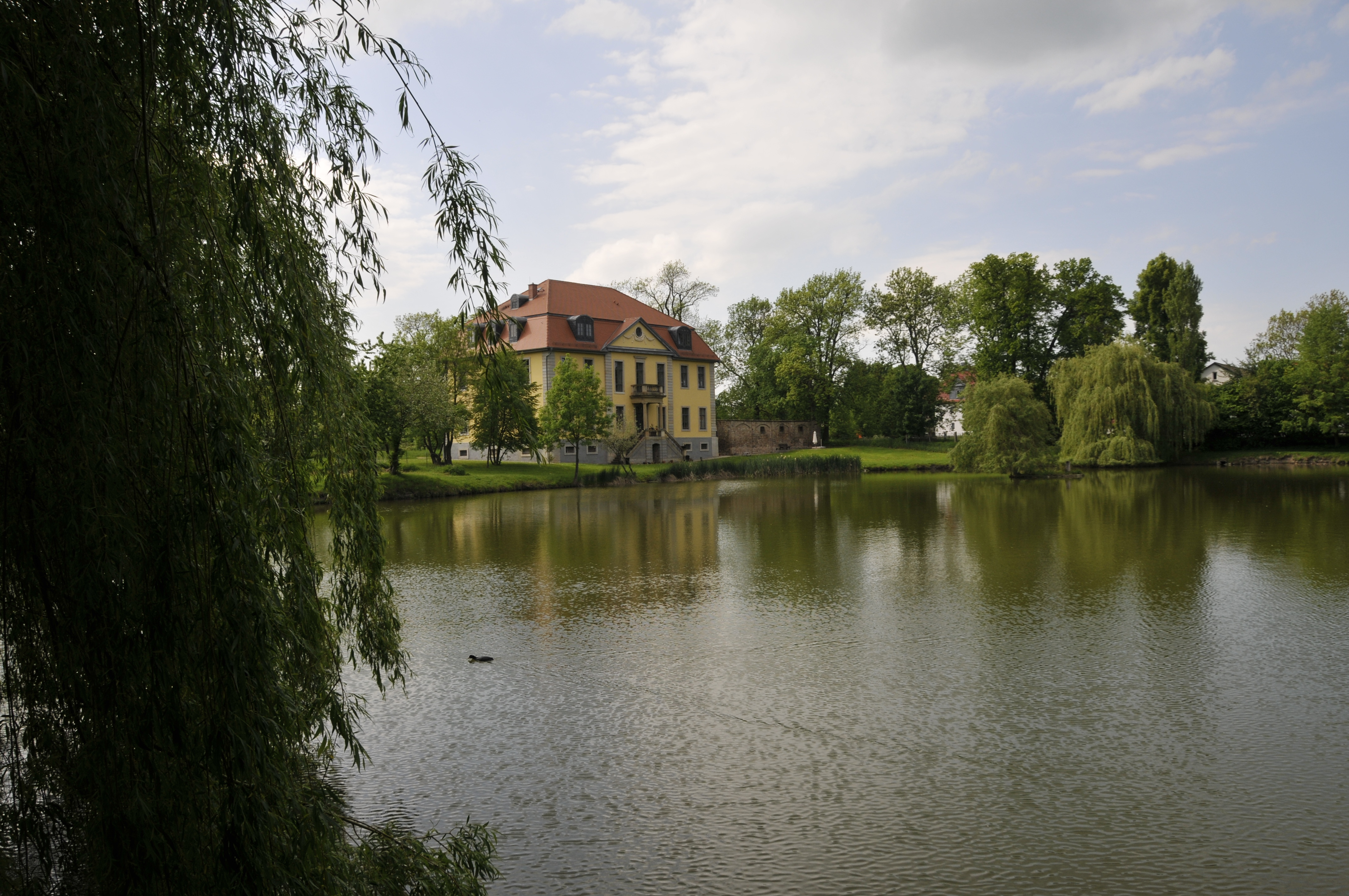
Parkseite (2010)

Schloss Mönchhof bezeichnet eine barocke Schlossanlage in Siebleben bei Gotha, Salzgitter Straße 90. Sie steht unter Denkmalschutz.

## Geschichte
1174 wurde der Mönchhof unter dem Namen „Reinhardsburg“ als Klosterhof der Benediktinerabtei Reinhardsbrunn erwähnt. Landgraf Ludwig III. hielt in diesem Jahr ein Landgericht zu Siebleben ab. Siebleben war einer der vier landgräflichen Dingstühle (Gerichtsstätten) im 12. Jahrhundert. Nachdem im Bauernkrieg 1525 Reinhardsbrunn geplündert und zerstört worden war, flohen die Mönche nach Gotha. 1543 erfolgte die Aufhebung des Mönchshofes als Klosterhof und der Klosterbesitz fiel an das Kurfürstentum Sachsen.
Seit dem 17. Jahrhundert gehörte Siebleben zu dem neu gegründeten Herzogtum Sachsen-Gotha. Der Mönchshof wurde vom Fürstlich-Sächsischer-Gothaschen Friegsrat und Kanzler zu Friedenstein Adolph Christian Avemann (1646–1738) erworben, dessen Vater, der Gothaer Kanzler Ernst Ludwig Avemann, hier 1689 verstarb. 1717 wurde der Siebleber Teich künstlich angelegt. An einem Restgewässer eines nacheiszeitlichen verlandeten Sees wurden Umfassungsdämme aufgehäuft und eine Teichanlage zur Fischzucht für das Herzoghaus geschaffen.
1729 erfolgte der Bau des Schlosses und einer Parkanlage im Barockstil. Nach dem Tode Avemanns 1738 kam die Anlage in Besitz seines Schwiegersohnes, dem anhalt-zerbstischen Geheimen Rat Dietrich Ernst Heinrich von Linsingen, der ihn bis zu seinem Tod 1762 als Alterssitz nutzte. Dessen Erben waren zu Galettis Zeiten noch Inhaber des Mönchshofs.
1799 kaufte Herzog Ernst II. (1772–1804) das Schloss für 40.000 Goldmark 1799 für seinen Sohn August (1772–1822) als Hochzeitsgeschenk und Sommerresidenz. Der über 10 ha große Park wurde als englischer Landschaftsgarten mit Baumgruppen, Alleen und Teichen umgestaltet und von einer Mauer aus Seeberger Sandstein umgeben. Zwei Tore gewährten Einlass, eines dort, wo heute der Haupteingang zur Schlossanlage die Besucher empfängt und eines an der südwestlichen Parkecke am Beginn der Lindenallee. Die Planung erfolgte durch den Gothaer Hofgärtner Johann Rudolph Eyserbeck. Später wurde das Schloss auch als Gästehaus und vor allem im Winter als Jagdschloss genutzt. Etliche illustre Personen waren im Schloss Mönchhof zu Gast, so z. B. der Landschaftsmaler Louis Gurlitt.
1918 wurde das Gebäude Staatseigentum. 1919 bis 1922 lebte hier der Reichstagsabgeordnete der KPD, Hermann Duncker. 1937 schenkte der frühere Herzog Carl Eduard das Anwesen der Stadt Gotha. Zur Zeit der DDR verfiel die Anlage.
1999 wurde das Barockgebäude durch die Gebrüder Gutbrod erworben und als Mehrfamilienhaus renoviert. Dabei blieben nur noch die massiven Außenmauers original erhalten. Die Dachkonstruktion wurde – abweichend vom Originalzustand – als Pfettendach ohne die typischen Aufschieblinge erneuert, was den Gesamteindruck beeinträchtigt.
2013 folgte ein erneuter Eigentümerwechsel. Der Garten wurde auf einer Fläche von 1,8 Hektar im Barockstil erneuert. Dazu gehörte auch die Rekonstruktion der Schlossgartenmauer und die Freilegung und teilweise Rekonstruktion eines Gewölbekellers. Heute dient das Gebäude als Mehrfamilien- und Ferienhaus. Die beiden Schlossteiche und der Mönchspark sind dem Besucher offen zugänglich und werden als Naherholungsgebiet genutzt. Unmittelbar nördlich des Gebäudes (Salzgitterstraße 90) wurde 2015 eine moderne und das Gesamtbild störende Wohnanlage erbaut. Beim Aushub für den Kellerbau stieß man auf alte Gebäudegrundmauern, deren Herkunft und Bedeutung noch nicht geklärt werden konnte.